# HP-65

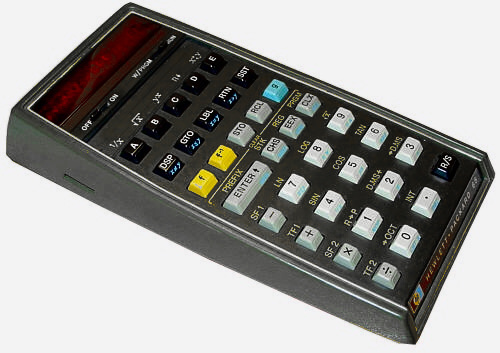
HP-65

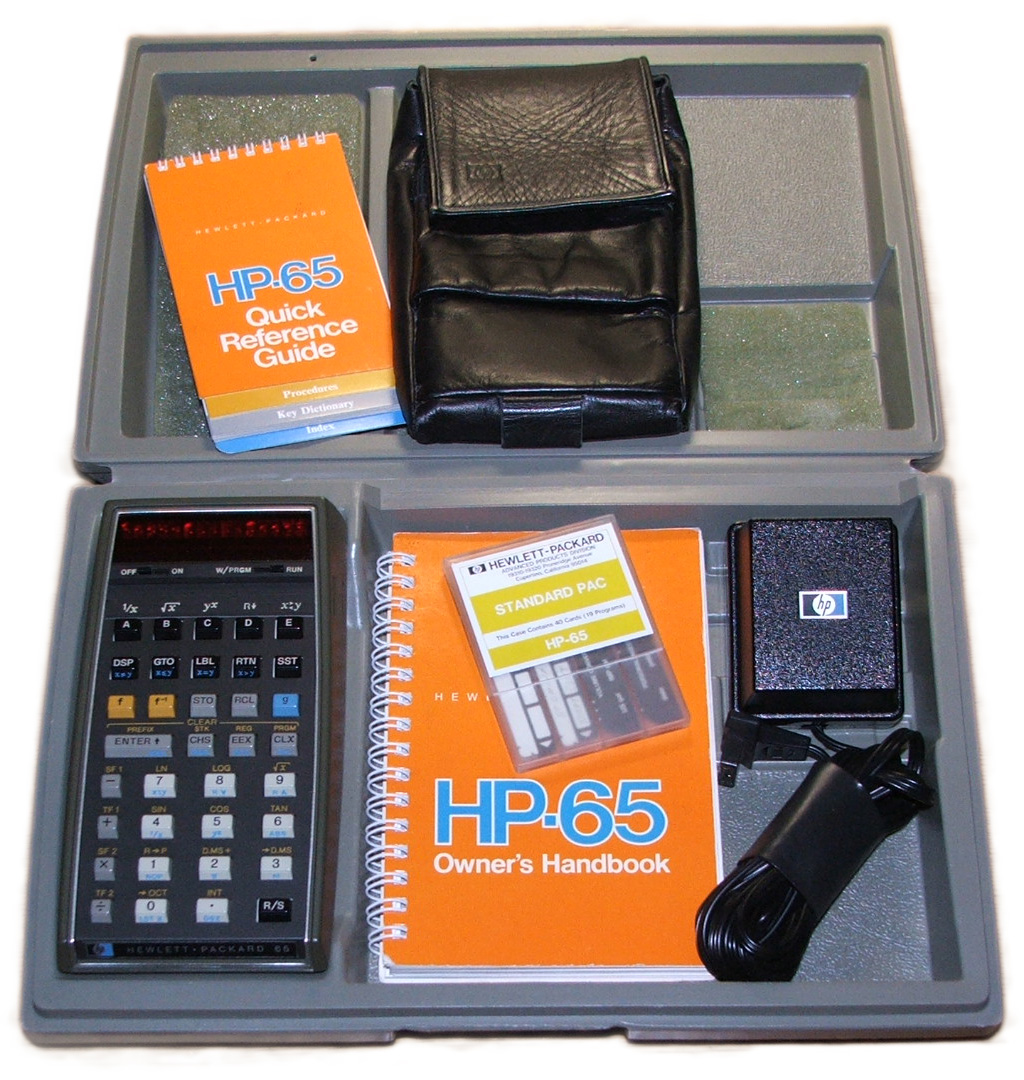
Der Rechner wurde mit umfangreichem Zubehör ausgeliefert, darunter auch eine Anzahl leerer Magnetkarten für den eingebauten Magnetkartenleser zum Speichern von Programmen. Das gelbe Plastiketui enthält Magnetkarten mit zahlreichen vom Hersteller mitgelieferten Programmen.

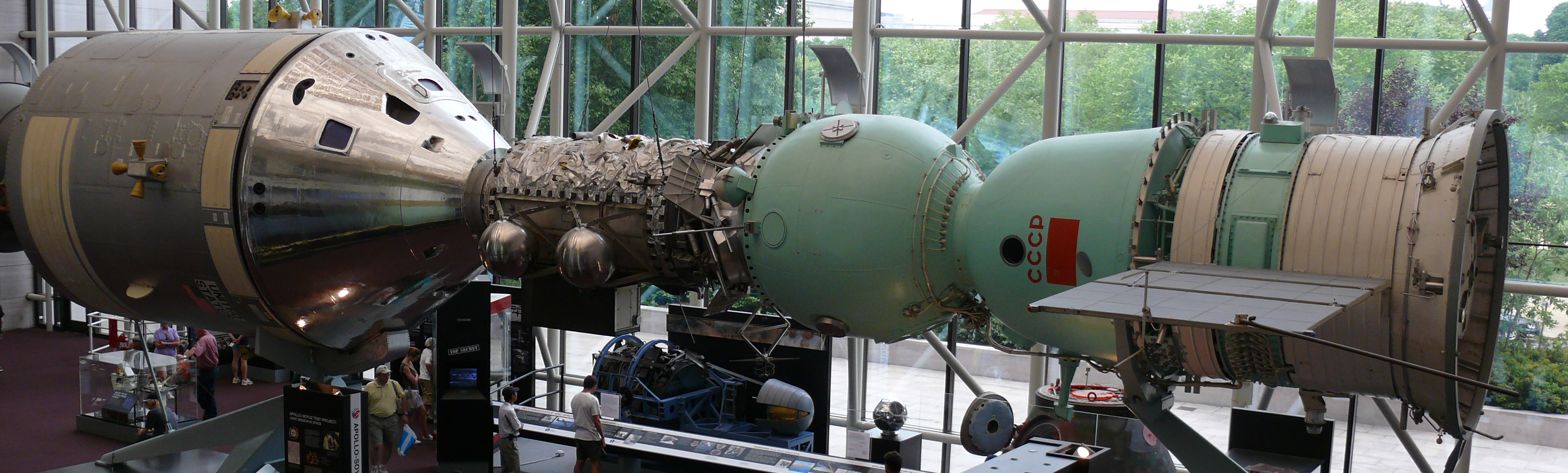
Apollo-Raumkapsel (li) und Sojus-Raumkapsel (re) gekoppelt wie 1975 im All, National Air and Space Museum. Die US-Astronauten berechneten das Kopplungsmanöver on-the-fly mit einem HP-65.

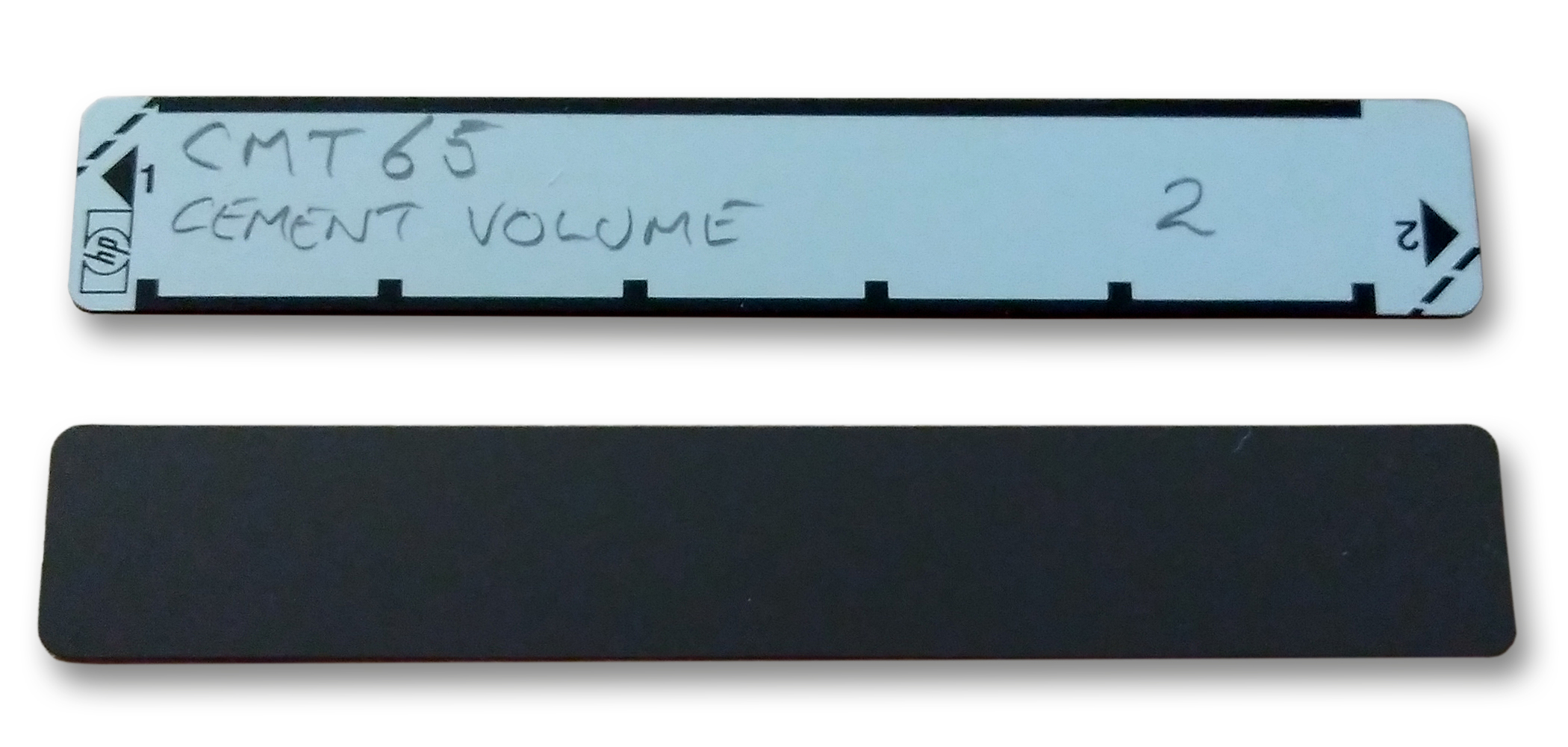
Eine Magnetkarte mit (beschrifteter) Vorderseite und Rückseite. Diese Karten wurden auch beim Nachfolger HP-67/-97 sowie beim späteren HP-41C verwendet.

Der HP-65 war der erste programmierbare Taschenrechner der Welt. Er wurde seit 1974 von Hewlett-Packard gebaut. Eingegebene bzw. eingetippte Programme konnten mit einem eingebauten Magnetkartenleser auf Magnetkarten gespeichert werden. Er kostete 795 US-Dollar, nach heutiger Kaufkraft etwa 4.400 US-Dollar. Der HP-65 war auch der erste programmierbare Taschenrechner, der auf Raumfahrtmissionen eingesetzt wurde. Nachfolger war 1976 der weiterentwickelte HP-67.

## Technische Merkmale
Der Rechner hatte 9 Speicherregister und Programmspeicher für 100 Tastenbefehle. Er besaß auch einen Magnetkartenleser/-schreiber, dessen Karten etwa so groß waren wie ein Kaugummistreifen. Wie fast alle nachfolgenden HP-Taschenrechner verwendete er die umgekehrte polnische Notation (UPN) bei der Eingabe von Zahlen, um den Speicherplatz effektiver nutzen zu können. Dieses System benötigt keine herkömmliche =-Taste, sondern hat stattdessen eine Enter-Taste, um Operanden auf den vier Ebenen umfassenden Stack zu legen, und Operator-Tasten, um diese zu verknüpfen.
Der HP-65 bot nur sehr wenige Programm-Editierfunktionen an und das Speicherregister R9 wurde überschrieben, wenn der Benutzer z. B. eine trigonometrische Funktion ausführte. Da dies aber so im Handbuch dokumentiert war, war es kein Fehler, sondern zeigt, wie sparsam man damals mit den Speicherplätzen umgehen musste.
Die Beschreibung der Programme für den HP-65 war sehr umfangreich und enthielt Hunderte von Anwendungen aus verschiedenen Bereichen wie Lösungen von Differenzialgleichungen, Börsenkursberechnungen oder Statistikprogramme. Besonders unter Ingenieuren und Wissenschaftlern, aber auch unter Geschäftsleuten, Professoren, Lehrern und Studenten hatte der HP-65 viele Käufer und Anhänger.

## Entwicklung
Der Rechner geht auf eine Initiative des HP-Firmengründers Bill Hewlett zurück, der trotz negativer Marktanalysen die Entwicklung forcierte. Laut Hewlett sollte der Rechner in eine Hemdtasche passen, was einer der Gründe für die nach oben verjüngte Form des Taschenrechners war. Der Magnetstreifen wurde am dicken Ende des Rechners unter dem LED-Display eingeschoben.

## Einsatz im Apollo-Sojus-Projekt 1975
Aufgrund seiner Verwendung beim Apollo-Sojus-Test-Projekt 1975 war der HP-65 der erste programmierbare Taschenrechner im Weltraum. Vierundzwanzig Minuten vor dem Rendezvous im Weltraum, als die amerikanische Apollo- und die sowjetische Sojus-Raumkapsel noch zwölf Meilen voneinander entfernt waren, korrigierten die US-Astronauten ihren Kurs, um ihr Raumschiff in dieselbe Umlaufbahn wie die sowjetische Kapsel zu bringen. Zwölf Minuten später machten sie kurz vor dem Abbremsen ein zweites Positionierungsmanöver, um die Kopplung einzuleiten.
In beiden Fällen führten die Apollo-Astronauten die Kurskorrekturberechnungen auf ihrem HP-65 durch. Da das Raumschiff zu diesem Zeitpunkt nicht mit Bodenstationen in Verbindung stand, wäre bei einem Ausfall des Bordcomputer der HP-65 der einzige Weg gewesen, alle kritischen Berechnungen durchzuführen. Mit komplexen Programmen von fast 1000 Programm-Schritten, die von NASA-Wissenschaftlern geschrieben und auf Magnetkarten aufgezeichnet worden waren, führten die Astronauten die Berechnungen automatisch und mit zehnstelliger Genauigkeit durch.

## Weiteres
- Mitchell Feigenbaum entdeckte 1975 die nach ihm benannte Feigenbaum-Konstante mit einem HP-65.
- Steve Wozniak, der damals bei HP an der Entwicklung von Taschenrechnern arbeitete, verkaufte 1976 seinen HP-65, um seinen Anteil am Startkapital der Firma Apple aufbringen zu können.[6]